# Dianella tasmanica
Dianella tasmanica är en grästrädsväxtart som beskrevs av Joseph Dalton Hooker. Dianella tasmanica ingår i släktet Dianella och familjen grästrädsväxter. Inga underarter finns listade i Catalogue of Life.

## Bildgalleri

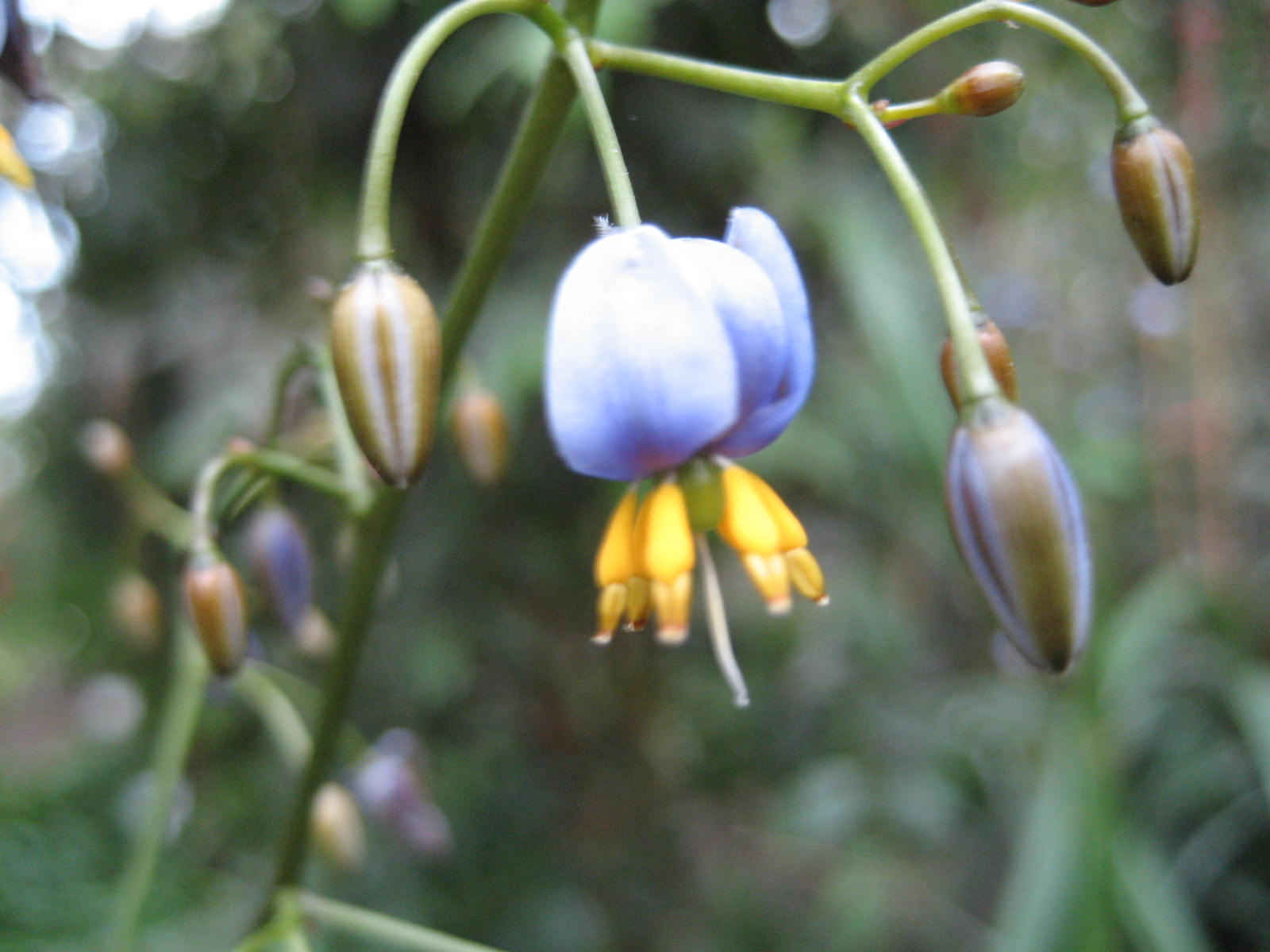